# Küçükburhaniye, Ceyhan
Küçükburhaniye là một xã thuộc huyện Ceyhan, tỉnh Adana, Thổ Nhĩ Kỳ. Dân số thời điểm năm 2009 là 121 người.